# 六日赛

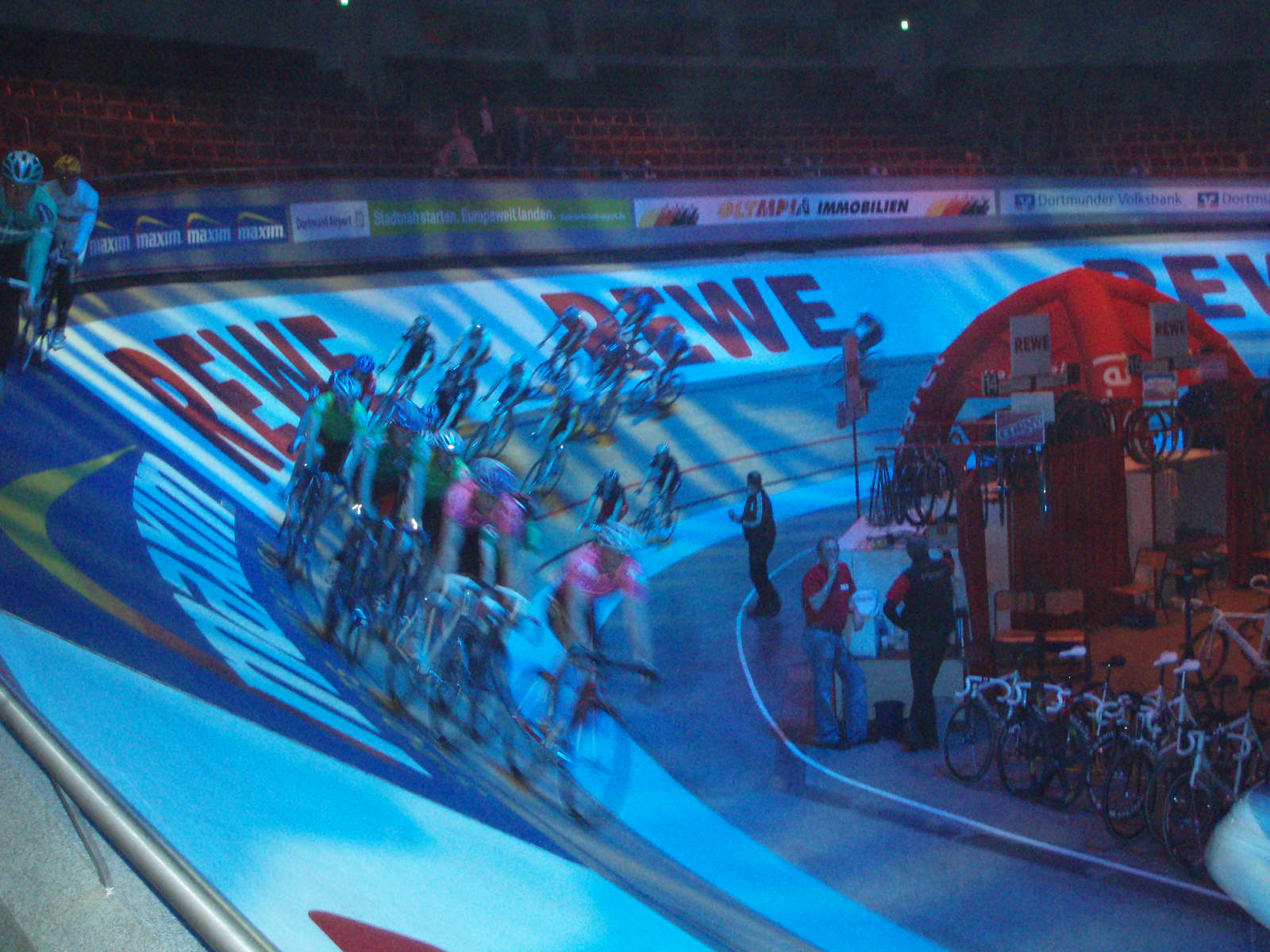
2007年多特蒙德六日赛

六日赛是一项赛程为六天的场地自行车赛。六日赛源于英国，后传播至世界各地，并在美国形成现代风格，而目前比赛主要集中在欧洲。六日赛最初是个人单独比赛，骑行圈数最多的人获胜。但目前赛制已改，通常允许每队各两名骑手，一名比赛，另一名休息。一天24小时骑行的赛制也已放宽，目前大多数六日赛是在连续六个晚上比赛，通常是从晚上6点到凌晨2点，在室内自行车馆举行。伦敦、柏林、根特、哥本哈根、香港、曼彻斯特、墨尔本和布里斯班等地，每年都会举行六日赛。
骑行圈数最多的队将获得总冠军。若有车队骑行的圈数相同，则比赛中获得积分最多的车队获胜（参见计分赛）。除了通过“追逐”超越竞争对手之外，典型的六日赛还会包括计时赛、摩托领骑赛、争先赛和落后淘汰赛。在主要的“追逐”或麦迪逊赛（因纽约市麦迪逊广场花园而得名，双人赛制在此奠基）中，两名骑手可能同时出现在赛道上，轮流参加比赛，换人时互相以手拉拽完成接力。

## 起源
第一次六日赛是1878年在伦敦伊斯灵顿农业大厅举行的个人计时赛，当时一名叫大卫·斯坦顿（David Stanton）的职业车手，打赌说他能在连续的六天内骑行1,000英里，每天骑18个小时。一位名叫戴维斯的先生押注了100英镑，赌注由《体育生活报》代为保管。斯坦顿于2月25日早上6点出发，并在73小时内赢下了赌注。他骑的是一辆高轮自行车，平均时速13.5英里。
多人接力的六日赛源于19世纪人们对耐力赛和其它新奇比赛的热情。1877年4月，一位发起人在农业大厅举办了一场六日步行比赛。这次活动取得了巨大的成功，因此决定第二年再举办一次。这启发了另一位名字已不为人知的组织者，他同样在1878年，在同一个大厅，组织了另一场六日赛，但是是自行车赛。他希望每天能吸引2万名来观看步行比赛的观众。
据《伊斯灵顿公报》报道：
从上周一开始，一场自行车赛在农业大厅展开，为期六天的比赛总奖金为150英镑。奖金分配如下：第一名100英镑，第二名25英镑，第三名15英镑，第四名10英镑。
比赛于早上6点开始，12名参赛者中只有4名出现在赛道上。尽管人们常说第一场六日赛是一场不间断、不睡觉的赛事，连续六天没有停歇，但事实上骑手们是想骑就骑，想睡就睡。
获胜者是来自谢菲尔德的比尔·坎恩（Bill Cann），他从开始就领先，完赛成绩是1,060英里。

## 美国早期的六日赛
在美国，第一场六日赛是1879年11月在芝加哥博览会大楼（Exposition Building）举行的，比赛在英国人和美国人之间进行。最终，英国的大卫·斯坦顿和比尔·坎恩获胜，他们骑行的总距离为1,665英里。1980年代，美国还举办了许多其它的六日赛。

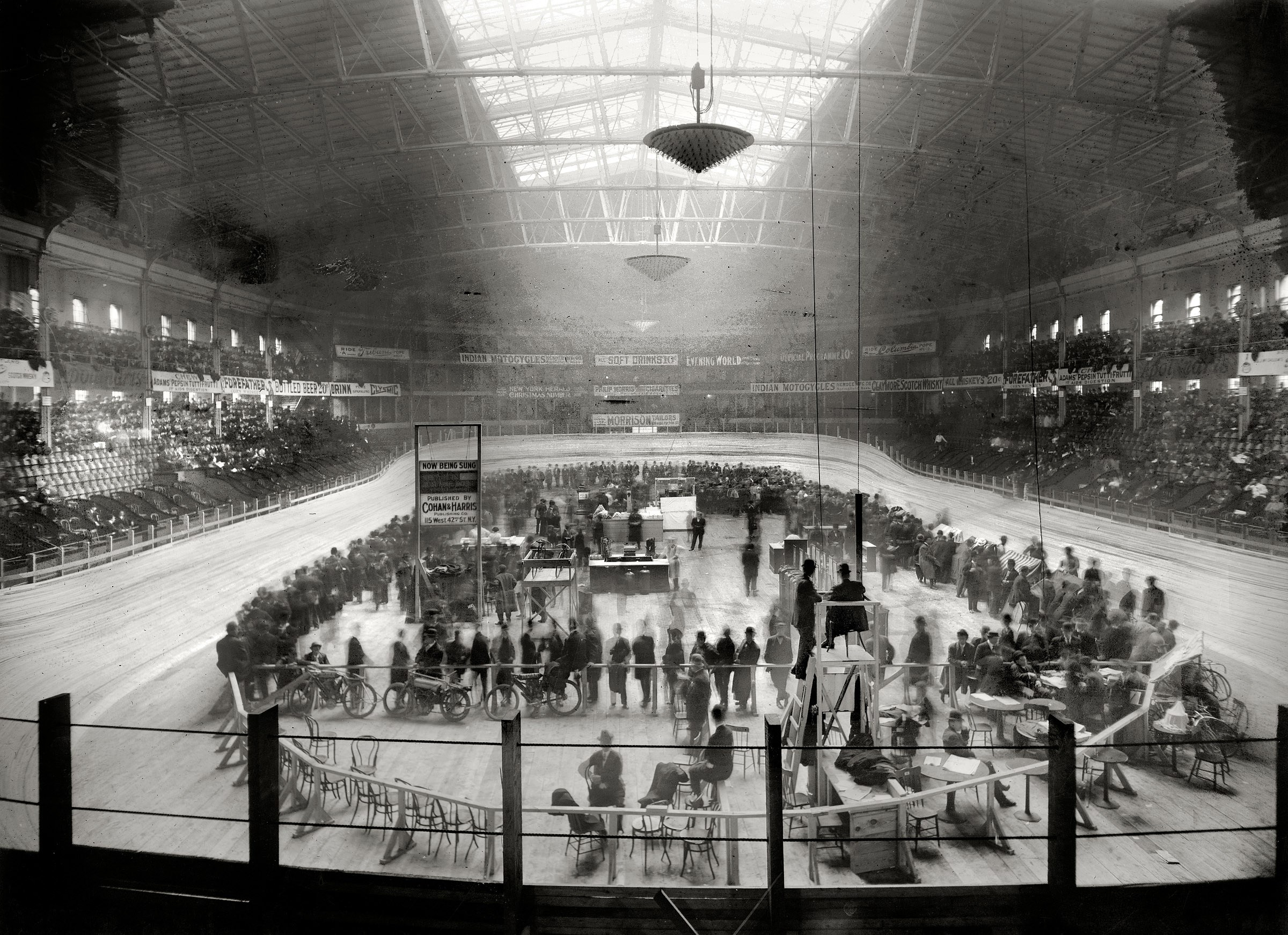
1908年12月在麦迪逊广场花园 (1890年)举行的六日赛

然而，直到1891年，在纽约麦迪逊广场花园举办第一届纽约六日赛之后，这种比赛才开始流行起来。最初，这些比赛是纯耐力比赛，要求一名骑手骑行尽可能多的圈数。开始，每天比赛的时间不到24小时。骑手们晚上睡觉，早上可以自由选择加入比赛的时间。速度快的骑手会比速度慢的骑手更晚出发，而速度慢的骑手则会牺牲睡眠时间来弥补速度的劣势。很快，骑手们开始全天24小时参加比赛，唯一的限制就是他们能否保持清醒。许多人像拳击赛中一样，雇佣助手来为他们保持清醒。这些助手被以法语称为“Soigneur”（治愈者），据称他们使用了兴奋剂，以使他们的骑手能够继续比赛。骑手们变得极度疲劳。梅杰·泰勒保留的一份当时的剪报显示：
骑手们变得焦躁不安。是神经和肌肉的消耗，以及睡眠不足，让他们变成这样。如果他们的愿望没有立即得到满足，他们就会爆发出一连串的辱骂。没有什么能让他们高兴。这些爆发不会让经验丰富的训练员感到麻烦，因为他们了解骑手们的状态。
这些状态包括妄想和幻觉。骑手们摇晃起来再摔倒。但他们往往能得到丰厚的报酬，尤其是当他们的状态恶化时，会有更多的人前来观赛。据报道，1896年泰迪·黑尔获胜时，纽约的推广人向他支付了5,000美元。但他当时“像鬼一样，脸色像尸体一样惨白，别人已经看不见他的眼睛了，因为他的眼睛已经从眼窝缩进去了。”《纽约时报》在1897年报道称：
在六日赛中，骑着两个轮子的人能够甩开猎犬、马或火车头，这真是一件了不起的事情。它让一个假设变得不再有那么多争议，即人这种动物优于其它动物。但这件无可争议的事，在麦迪逊广场花园却显得太严肃、太痛苦了。在体育竞赛中，参赛者头脑“变得奇怪”，竭尽全力，最终他们的脸因受折磨而变得丑陋，这不是体育。这太残酷了。花园骑手们需要几天甚至几周的调养才能恢复状态，而其中一些人也许永远无法从这种劳累中恢复过来。

## 双人团队赛的引入
尽管纽约州和伊利诺伊州在1898年，率先将每天的比赛时间限制在12小时之内。但六日赛在美国仍然很受欢迎。限制的本意是让选手休息半天，但组织者意识到，如果双人的团队每次只有一名选手在赛道上，那么每位选手都可以按照规定休息12个小时，同时比赛仍可昼夜不停地进行。比赛持续六天而非一周，是为了避免在周日比赛。速度越来越快，距离越来越长，观众越来越多，钱包也越来越鼓。查理·米勒（Charlie Miller）单人骑行了2,088英里，而阿尔夫·古莱特及其尚可的队友可以骑行2,790英里。第一场这样的比赛是在麦迪逊广场花园，因此这种双人接力赛在英语中被称为“麦迪逊赛”，而在法语中被称为“l'américaine”（美国赛）。
在主要的“追逐”或麦迪逊赛中，两名骑手可能同时出现在赛道上，接力完成比赛，换人时互相以手拉拽完成接力。非比赛骑手会在斜坡顶部缓慢地绕着赛道转圈，然后再重新投入比赛。以手拉拽是一项高级技能，在某些国家，只有专业骑手才允许使用。骑手还可以推动队友的屁股来帮助队友投入比赛。
历史学家雷蒙德·迪科（Raymond Dickow）这样描述1898年后比赛中的骑手：
 薪酬最高的是澳大利亚的阿尔夫·古莱特。除了在比赛中赢得的现金奖励外，他每天还能赚1,000美元。像美国的鲍比·瓦尔特霍、意大利的佛朗哥·焦尔杰蒂、比利时的杰拉德·德巴埃和法国的阿尔弗雷德·莱图尔讷，这些顶级骑手每天能挣500至750美元。业余选手刚刚转为职业选手、尚待证明自己价值的时候，每天能挣到初学者100美元的报酬。
六日赛吸引了众多爱好者和名人。克努特·罗克尼、乔治·拉夫特、芭芭拉·斯坦威克和奥托·克鲁格都是其拥趸。克鲁格曾邀请骑手们到他家里。据说，宾·克罗斯比（只要他出现在赛场，必定会有歌曲出版商的推销员向他推销音乐）还曾为摔倒的骑手支付过住院费。女演员佩吉·霍普金斯·乔伊斯（她非常有钱，科尔·波特甚至写过歌词称“我的一串劳斯莱斯，比佩吉·乔伊斯的还长”）惯例性地颁发200美元额外奖金或冲刺奖。当赛场中心的乐队演奏《美丽的佩吉，蓝色的眼睛》（Pretty Peggy with eyes of Blue）时，她非常高兴，就捐了1,000美元。
当看台挤满人时，是比赛最艰难的阶段。当看台空的时候，骑手们就会轻松地沿着赛道绕圈，一边看报、聊天，甚至写信，一边用一只脚蹬车，另一只脚掌把。但有时，当场面平静时，一支队伍会突然发起进攻。吉米·沃尔瑟尔（Jimmy Walthour）记得在1933年就有这样的一个晚上：
 （凌晨4点）蒂诺·雷博利及其搭档已经落后领先者12圈。绝望之下，他们决定当晚都不睡觉。他们知道必须缩小差距才能继续比赛。一轮的车手已经去了大楼另外一边的宿舍。然而，雷博利及其搭档仍然留在赛道上。在其它车队的教练把熟睡的车手从床上叫起来之前，他们已经领先了三圈。这次jam成为了花园历史上最疯狂的jam之一。这迫使赛场打开了赛道上方巨大的灯光，使花园在照明方面花费了数千美元。
 仅有的观众是屈指可数的几名困惑的清洁工和昏昏欲睡的记者。起初，骑手们对雷博利他们挑起骚动感到愤怒。他们疯狂地蹬车，想把他们碾碎。但由于睡眠不足而感到沮丧和恼怒，骑手们开始互相生气……至于雷博利他们，这次jam让他们再次落后12圈。裁判让他们退出了比赛。
六日赛在美国一直流行到二战期间，随后因汽车的兴起和大萧条而衰落。迪科说：“几个不同的推动者都曾尝试过复兴这项运动，但是都没能促使自行车比赛恢复以前的人气。”另一个问题是，推动者希望通过引入欧洲对手来为比赛加料以吸引潜在观众，可他们越是这样，欧洲人就越是强势，反而削弱了对观众的吸引力。美国车手杰瑞·罗德曼（Jerry Rodman）说：“前几年，自行车六日赛的没落，只是因为战争或经济衰退。但在哈里·孟德尔（Harry Mendel）推动时，这项运动第一次因观众失去兴趣而开始衰落。”
 吉米·沃尔瑟尔说：“六日赛从1938年开始衰落。大约那个时候，麦迪逊广场花园优先安排滑冰运动员索尼娅·赫尼亮相。12月本是花园比赛的传统日期，但那个月的比赛却被她的表演所取代。”
一年一度的波士顿六日赛于1933年停办，底特律六日赛（Six Days of Detroit）于1936年停办，芝加哥六日赛于1948年停办。纽约六日赛则持续到1950年。后来有过一些复兴，但是都不成功。《自行车运动员》刊登了一张1957年芝加哥六日赛最后一晚的照片，照片中，在相机所捕捉到的四分之一看台处，有七人在骑行。

## 在欧洲的兴起

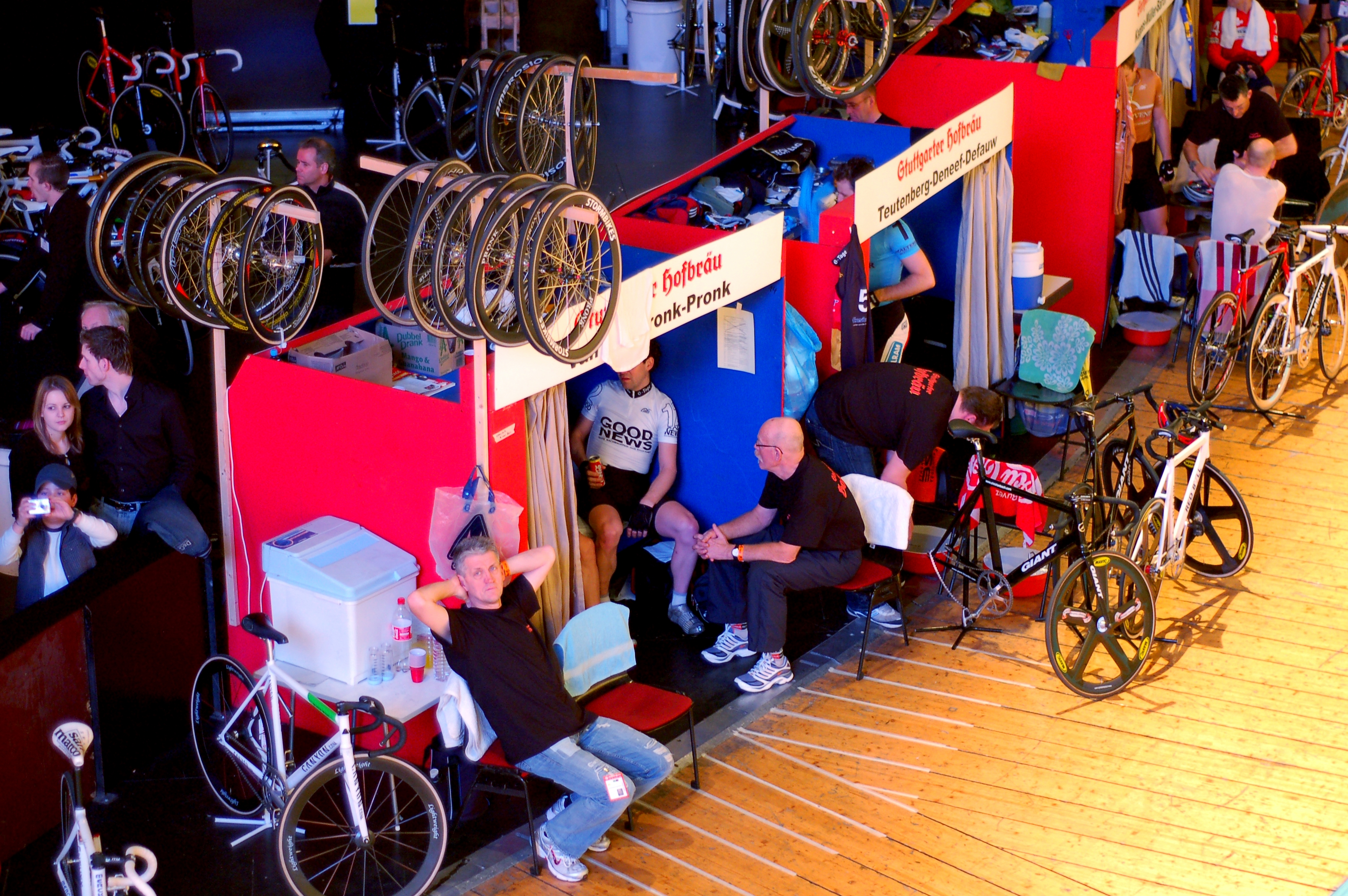
比赛进行时，骑手们在赛道旁的小隔间里休息

麦迪逊赛在美国大获成功，随后被引入欧洲。第一场麦迪逊赛于1906年在图卢兹举行，但并不顺利。柏林在三年后尝试，并取得了成功。1911—1912年，德国举办了五场赛事。布鲁塞尔和巴黎分别于1912和1913年跟进。

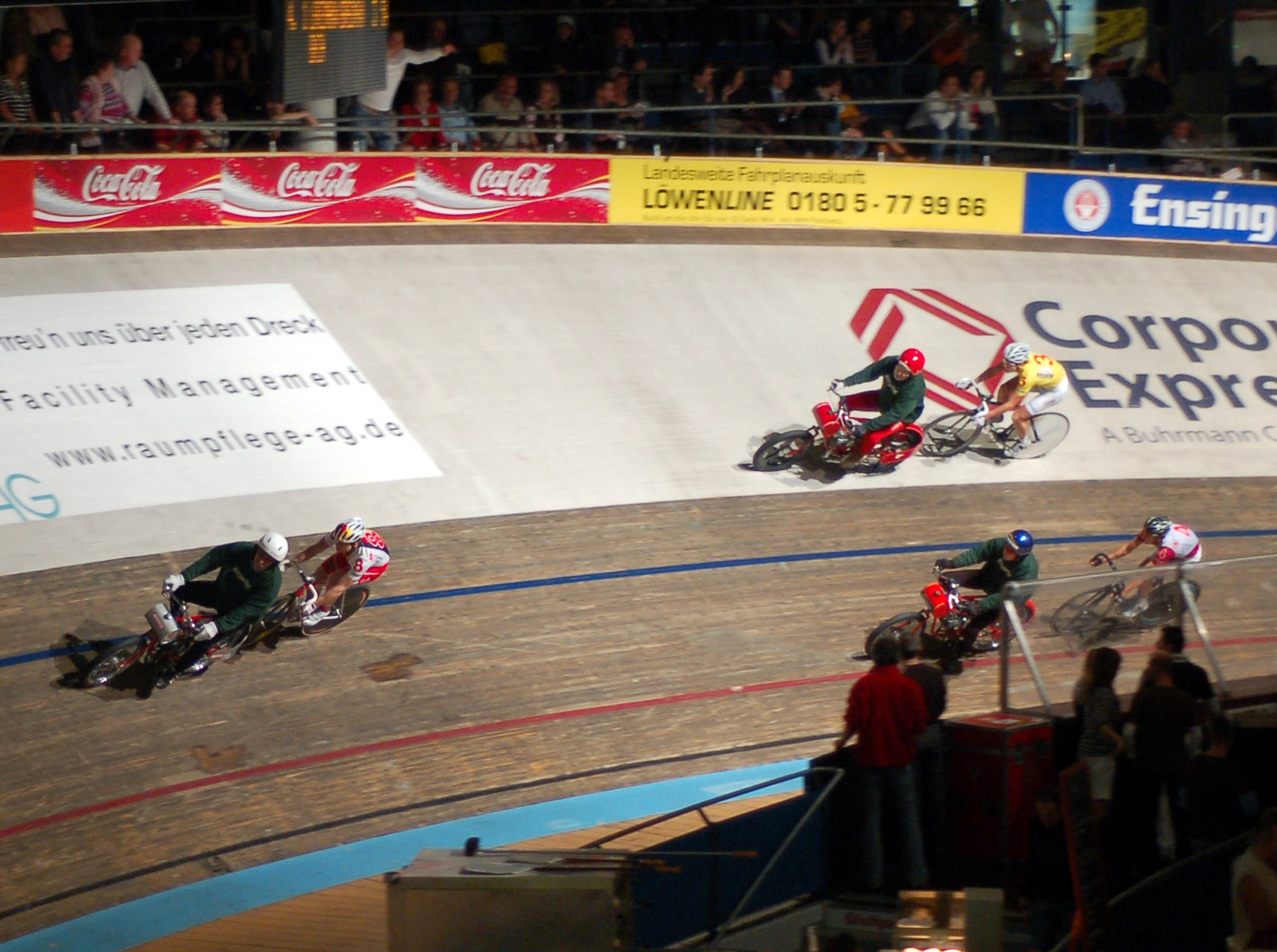
骑手们不仅参加麦迪逊赛，还参加附加的摩托领骑赛

六日赛在欧洲仍然表现出色。它的心在德国——尽管德国的比赛受到纳粹的限制，但1938年还是举办了一场六日赛，并吸引了许多国际选手参加。在比利时和法国，这些赛事也很引人注目。1923年，记者埃贡·欧文·基施参与了第十届柏林六日赛，并撰写了著名的文章《椭圆跑步机》（Elliptische Tretmuehle）。1923年7月，伦敦在奥林匹亚展览中心举行了一场比赛，随后从1936年开始在温布利体育馆举行了一系列比赛。本地人弗兰克·索撒尔和另一位英国希望之星西德尼·科曾斯均因撞车被送进医院。15支队伍中，只有9支坚持到了最后。该系列赛持续举办，并取得了更大的成功，直到1939年第二次世界大战爆发。
1945年以后，比赛开始踌躇不前。1950年，德国举行了17年来的首场比赛；1951和1952年，又在温布利举行了两场比赛。但最终，欧洲的赛事也开始衰落。比赛通宵进行，就像在美国一样，但维持体育场开放的成本实在太高，因为观众只有一些参加派对狂欢错过末班车的人，以及少数忠实拥趸。1967年，伦敦在伯爵宫恢复了六日赛，但取消了夜间赛。次年在温布利，新组织者、前骑手罗恩·韦伯（Ron Webb），将比赛仅安排在下午和晚上，且各项比赛之间安排休息。其他组织者并不赞同，并坚持要求韦伯将其比赛称为“六赛”而非“六日赛”。然而，他们却陆续采取了韦伯的模式，现在已经没有旧式的24小时比赛了。最后一次是在马德里，骑手们整夜在那里绕圈，如果他们能逃离，马上就会溜到床上去。汤姆·辛普森记得：
我们的机械师兼总教练是戴夫·尼斯（David Nice），一位来自科尔切斯特的英国人。他长得跟我有点像，尤其是他的鼻子，从侧面看跟我的非常像（可怜的哥们儿！）。于是我想到了一个绝妙的主意，在不紧张的时候让他代替我在赛道上骑行。穿上骑行服，脸的下半截蒙上一条围巾，戴上我买的俄罗斯帽子，就完成了伪装。对于其他人来说，随便瞟一眼那些单调乏味绕行赛道的身影，就会认为他就是我。这样打扮并没有什么问题，因为那里晚上很冷，他们总是关掉所有暖气。这个好主意第一晚一切顺利，我对计划感到高兴。但不幸的是，这不可能一直持续下去，因为第二天晚上就完蛋了。戴夫像以前一样，在慢悠悠地转圈，浑身裹着只露着眼睛。突然，可怕的事情发生了，赛道经理开始跟他说话（他经常在间歇时间自己骑着自行车乱转）。
他一开始以为是我，并非常开心地与戴夫聊了起来，但戴夫几乎不会说法语。好吧，不久之后，他就感觉到有些不对劲，并从这个可怜的哥们儿脸上把围巾扯了下来。他气冲冲地走进我的隔间，把半睡半醒的我拖到赛道上。就是这样！从此以后，他和其他官员就一直重点监视我们，我们再也没有机会摆脱这种傻事了。
伦敦六日赛每年都会在温布利举行，直到1980年。

## 重新改造的六日赛
1986年，德国自行车经理温弗里德·霍尔特曼（Winfried Holtmann）重启了斯图加特、明斯特和莱比锡的六日赛。霍尔特曼还与德国游戏设计师沃尔特·托恩卡（Walter Toncar）设计了桌面游戏“六日赛”，来推广比赛。然而，复兴计划并不太受欢迎，在一个赛季之后就草草收场。
麦迪逊体育集团（Madison Sports Group，简称MSG）是2013年成立的一家自行车赛事推广机构。该集团于2015年决定重振此项比赛，在全球六大城市推出了新的自行车六日赛，这些赛事共同组成了六日系列赛。该系列赛从伦敦开始，在世界各地巡回，历经柏林、哥本哈根、墨尔本和曼彻斯特等站，最后在布里斯班结束。尽管六日系列赛是MSG的旗舰概念，但此前他们也曾推广过鹿特丹、阿姆斯特丹和马略卡的六日赛，并于2019年3月宣布香港将成为该赛事在亚洲的首个举办地。
2015年，即2012年伦敦奥运会之后不久，麦迪逊体育集团将自行车六日赛带回伦敦，在为奥运会建造的李谷自行车馆（Lee Valley Velodrome）举行。布拉德利·威金斯爵士选择将2016年伦敦站作为他最后一次参加英国场地赛，澳大利亚的奥运会金牌得主卡梅伦·迈耶和卡勒姆·斯科特松等骑手也参加了比赛。
女子赛事也增加了麦迪逊赛的项目，吸引了世界上一些最优秀的场地赛运动员。两次世界冠军基尔丝滕·维尔德曾参加过前几年的比赛，而参加2019年曼彻斯特六日赛的，还有当时英国获得奥运会场地自行车奖牌最多的女子运动员劳拉·肯尼、2017年伦敦六日赛和奥运会团体追逐赛的冠军凯蒂·阿奇博尔德，及其在英国自行车队的队友、夺得过一次奥运会冠军、两次世界冠军和四次欧洲冠军的埃莉诺·巴克。

## 六日赛胜者排行榜
粗体表示现役车手。
| 排名 | 车手                | 外文姓名            | 国家       | 获胜次数 | 参赛次数 | 胜率   |
| ---- | ------------------- | ------------------- | ---------- | -------- | -------- | ------ |
| 1    | 帕特里克·塞尔库     | Patrick Sercu       | 比利时     | 88       | 223      | 0.3946 |
| 2    | 丹尼·克拉克         | Danny Clark         | 澳大利亚   | 74       | 235      | 0.3149 |
| 3    | 雷内·皮嫩           | René Pijnen         | 荷兰       | 72       | 233      | 0.3090 |
| 4    | 彼得·波斯特         | Peter Post          | 荷兰       | 65       | 155      | 0.4194 |
| 5    | 布鲁诺·里西         | Bruno Risi          | 瑞士       | 61       | 178      | 0.3427 |
| 6    | 里克·范斯滕贝根     | Rik Van Steenbergen | 比利时     | 40       | 134      | 0.2985 |
| 7    | 威廉·佩登           | William Peden       | 加拿大     | 38       | 127      | 0.2992 |
| 7    | 艾蒂安·德·王尔德    | Etienne De Wilde    | 比利时     | 38       | 197      | 0.1929 |
| 9    | 库尔特·贝查特       | Kurt Betschart      | 瑞士       | 37       | 142      | 0.2606 |
| 9    | 克劳斯·布格达尔     | Klaus Bugdahl       | 德国       | 37       | 229      | 0.1616 |
| 11   | 古斯塔夫·基利安     | Gustav Kilian       | 德国       | 34       | 90       | 0.3778 |
| 11   | 艾伯特·弗里茨       | Albert Fritz        | 德国       | 34       | 198      | 0.1717 |
| 13   | 弗里茨·芬宁格       | Fritz Pfenninger    | 瑞士       | 33       | 181      | 0.1823 |
| 14   | 老海因茨·沃佩尔     | Heinz Vopel         | 德国       | 32       | 74       | 0.4324 |
| 14   | 皮特·范·肯彭        | Piet van Kempen     | 荷兰       | 32       | 110      | 0.2909 |
| 14   | 弗朗哥·马尔维利     | Franco Marvulli     | 瑞士       | 32       | 112      | 0.2857 |
| 17   | 迪特里希·图劳       | Dietrich Thurau     | 德国       | 29       | 97       | 0.2990 |
| 18   | 西尔维奥·马丁内洛   | Silvio Martinello   | 義大利     | 28       | 97       | 0.2887 |
| 19   | 迪特·坎珀           | Dieter Kemper       | 德国       | 26       | 165      | 0.1576 |
| 20   | 埃米尔·塞韦林斯     | Emile Severeyns     | 比利时     | 25       | 151      | 0.1656 |
| 21   | 安德烈亚斯·卡佩斯   | Andreas Kappes      | 德国       | 24       | 116      | 0.2069 |
| 21   | 马尔科·维拉         | Marco Villa         | 義大利     | 24       | 141      | 0.1702 |
| 23   | 伊尔约·凯斯         | Iljo Keisse         | 比利时     | 23       | 72       | 0.3194 |
| 23   | 鲁迪·阿尔蒂格       | Rudi Altig          | 德国       | 23       | 79       | 0.2911 |
| 23   | 费迪南多·泰鲁齐     | Ferdinando Terruzzi | 義大利     | 23       | 121      | 0.1901 |
| 23   | 托尼·道尔           | Tony Doyle          | 英国       | 23       | 139      | 0.1655 |
| 23   | 西吉·伦茨           | Sigi Renz           | 德国       | 23       | 159      | 0.1447 |
| 28   | 阿尔弗雷德·莱图尼尔 | Alfred Letourneur   | 法國       | 21       | 84       | 0.2500 |
| 28   | 罗伯特·巴特科       | Robert Bartko       | 德国       | 21       | 76       | 0.2763 |
| 28   | 雷吉·麦克纳马拉     | Reggie McNamara     | 澳大利亚   | 21       | 119      | 0.1765 |
| 28   | 帕勒·莱克           | Palle Lykke         | 丹麦       | 21       | 122      | 0.1721 |
| 28   | 乌尔斯·弗洛伊勒     | Urs Freuler         | 瑞士       | 21       | 139      | 0.1511 |
| 33   | 格特·弗兰克         | Gert Frank          | 丹麦       | 20       | 143      | 0.1399 |
| 34   | 格里特·舒尔特       | Gerrit Schulte      | 荷兰       | 19       | 73       | 0.2603 |
| 35   | 埃迪·默克斯         | Eddy Merckx         | 比利时     | 17       | 35       | 0.4857 |
| 35   | 扬·皮南伯格         | Jan Pijnenburg      | 荷兰       | 17       | 50       | 0.3400 |
| 35   | 杰拉德·德巴茨       | Gerard Debaets      | 比利时     | 17       | 90       | 0.1889 |
| 35   | 唐纳德·艾伦         | Donald Allan        | 澳大利亚   | 17       | 107      | 0.1589 |
| 35   | 马修·吉尔摩         | Matthew Gilmore     | 比利时     | 17       | 107      | 0.1589 |
| 40   | 塞西尔·耶茨         | Cecil Yates         | 美国       | 16       | 57       | 0.2807 |
| 40   | 锡德·帕特森         | Sid Patterson       | 澳大利亚   | 16       | 57       | 0.2807 |
| 40   | 吉恩·罗斯           | Jean Roth           | 瑞士       | 16       | 85       | 0.1882 |
| 40   | 雷金纳德·阿诺德     | Reginald Arnold     | 澳大利亚   | 16       | 103      | 0.1553 |
| 40   | 利奥·杜因丹         | Leo Duyndam         | 荷兰       | 16       | 143      | 0.1119 |
| 40   | 丹尼·斯塔姆         | Danny Stam          | 荷兰       | 16       | 111      | 0.1441 |
| 40   | 威尔弗里德·佩夫根   | Wilfried Peffgen    | 德国       | 16       | 188      | 0.0851 |
| 47   | 弗朗西斯科·莫斯     | Francesco Moser     | 義大利     | 15       | 35       | 0.4286 |
| 47   | 阿尔夫·古莱特       | Alf Goullet         | 澳大利亚   | 15       | 29       | 0.5172 |
| 47   | 斯科特·麦格罗里     | Scott McGrory       | 澳大利亚   | 15       | 69       | 0.2174 |
| 47   | 罗曼·赫尔曼         | Roman Hermann       | 列支敦斯登 | 15       | 182      | 0.0824 |
| 47   | 阿德里亚诺·巴菲     | Adriano Baffi       | 義大利     | 15       | 99       | 0.1515 |
| 52   | 凯·沃纳·尼尔森      | Kay Werner Nielsen  | 丹麦       | 14       | 56       | 0.2500 |
| 53   | 阿明·冯·布伦        | Armin von Büren     | 瑞士       | 13       | 58       | 0.2241 |
| 53   | 延斯·韦格比         | Jens Veggerby       | 丹麦       | 13       | 89       | 0.1461 |
| 53   | 埃里克·扎贝尔       | Erik Zabel          | 德国       | 13       | 28       | 0.4643 |
| 56   | 里克·范·卢伊        | Rik Van Looy        | 比利时     | 12       | 43       | 0.2791 |
| 56   | 格雷姆·吉尔摩       | Graeme Gilmore      | 澳大利亚   | 12       | 100      | 0.1200 |
| 58   | 格雷格·布朗         | Gregor Braun        | 德国       | 11       | 44       | 0.2500 |
| 58   | 君特·哈里茨         | Günter Haritz       | 德国       | 11       | 83       | 0.1325 |
| 58   | 罗伯特·斯利彭斯     | Robert Slippens     | 荷兰       | 11       | 70       | 0.1571 |
| 61   | 罗尔夫·阿尔达格     | Rolf Aldag          | 德国       | 10       | 29       | 0.3448 |
| 61   | 霍斯特·奥尔登堡     | Horst Oldenburg     | 德国       | 10       | 100      | 0.1000 |
| 61   | 卢西恩·吉伦         | Lucien Gillen       | 卢森堡     | 10       | 116      | 0.0862 |
| 61   | 沃尔夫冈·舒尔茨     | Wolfgang Schulze    | 德国       | 10       | 135      | 0.0741 |

## 赛事
| 赛事                    | 届数 | 首届 | 末届 | 获胜次数最多者 |
| ----------------------- | ---- | ---- | ---- | --- |
| 阿德莱德                | 6    | 1960 | 1967 | 锡德·帕特森、尼诺·索拉里（Nino Solari）（2次） |
| 阿姆斯特丹六日赛        | 22   | 1932 | 2014 | 丹尼·斯塔姆（4次） |
| 安特卫普六日赛          | 52   | 1934 | 1994 | 彼得·波斯特（11次） |
| 阿珀尔多伦              | 1    | 2009 | 2009 | 莱昂·范邦、皮姆·莱特哈特、罗伯特·巴特科（1次） |
| 奥胡斯六日赛            | 9    | 1954 | 1961 | 凯·沃纳·尼尔森（4次） |
| 大西洋城六日赛          | 2    | 1909 | 1932 | （无人多次获胜） |
| 巴萨诺-德尔格拉帕六日赛 | 8    | 1986 | 1998 | 丹尼·克拉克（3次） |
| 本迪戈                  | 1    | 1960 | 1960 | 比尔·劳瑞、维克·布朗（Vic Brown）（1次） |
| 柏林六日赛              | 109  | 1909 | 2020 | 克劳斯·布格达尔（9次） |
| 波士顿六日赛            | 13   | 1901 | 1933 | 阿尔夫·古莱特、艾尔弗雷德·希尔（Alfred Hill）、诺曼·希尔（2次） |
| 不来梅六日赛            | 51   | 1910 | 2014 | 雷内·皮嫩（7次） |
| 弗罗茨瓦夫              | 8    | 1921 | 1931 | 皮特·范·肯彭、威利·里格（Willy Rieger）（3次） |
| 布里斯班                | 1    | 1932 | 1932 | 理查德·兰姆、杰克·斯坦登（1次） |
| 布鲁塞尔六日赛          | 46   | 1912 | 1971 | 里克·范斯滕贝根（8次） |
| 布宜諾斯艾利斯六日赛    | 27   | 1936 | 2000 | 豪尔赫·巴蒂兹（5次） |
| 布法罗六日赛            | 16   | 1910 | 1948 | 古斯塔夫·基利安（4次） |
| 沙勒罗瓦六日赛          | 3    | 1967 | 1969 | 帕特里克·塞尔库（2次） |
| 芝加哥六日赛            | 50   | 1915 | 1957 | 古斯塔夫·基利安（6次） |
| 科隆六日赛              | 46   | 1928 | 1997 | 艾伯特·弗里茨（6次） |
| 哥本哈根六日赛          | 52   | 1933 | 2019 | 丹尼·克拉克（8次） |
| 克雷莫納                | 1    | 2009 | 2009 | 沃尔特·费尔南多·佩雷斯、塞巴斯蒂安·多纳迪奥（1次） |
| 多特蒙德六日赛          | 67   | 1926 | 2008 | 帕特里克·塞尔库、罗尔夫·阿尔达格（8次） |
| 埃森六日赛              | 8    | 1960 | 1967 | 彼得·波斯特、弗里茨·芬宁格（3次） |
| 菲奥伦佐拉六日赛        | 25   | 1998 | 2022 | 弗朗哥·马尔维利（5次） |
| 法兰克福六日赛          | 37   | 1911 | 1983 | 迪特里希·图劳、帕特里克·塞尔库（5次） |
| 根特六日赛              | 80   | 1922 | 2022 | 帕特里克·塞尔库（11次） |
| 格勒诺布尔六日赛        | 44   | 1971 | 2014 | 弗朗哥·马尔维利（6次） |
| 格罗宁根六日赛          | 4    | 1970 | 1979 | 克劳斯·布格达尔、迪特·坎珀（2次） |
| 汉诺威六日赛            | 10   | 1913 | 1981 | 埃米尔·卡拉拉（2次） |
| 哈瑟尔特六日赛          | 4    | 2006 | 2009 | 布鲁诺·里西（3次） |
| 海宁六日赛              | 14   | 1974 | 1998 | 格特·弗兰克（5次） |
| 朗塞斯顿                | 21   | 1961 | 1987 | 基思·奥利弗（4次） |
| 伦敦六日赛              | 24   | 1923 | 2019 | 帕特里克·塞尔库（8次） |
| 马斯特里赫特六日赛      | 13   | 1976 | 2006 | 雷内·皮嫩（6次） |
| 马德里六日赛            | 14   | 1960 | 1986 | 里克·范斯滕贝根（3次） |
| 玛丽伯勒                | 3    | 1961 | 1967 | 布鲁斯·克拉克（Bruce Clark）、罗伯特·瑞安（Robert Ryan）、吉姆·卢特雷尔（Jim Luttrel）、罗纳德·默里（Ronald Murray）、锡德·帕特森、巴里·沃德尔（1次）                   |
| 墨尔本                  | 24   | 1912 | 2017 | 莱安德罗·法金、锡德·帕特森（3次） |
| 米兰六日赛              | 29   | 1927 | 2008 | 弗朗西斯科·莫斯（6次） |
| 蒙特利尔六日赛          | 37   | 1929 | 1980 | 威廉·佩登（7次） |
| 慕尼黑六日赛            | 46   | 1933 | 2009 | 布鲁诺·里西（9次） |
| 明斯特六日赛            | 34   | 1950 | 1988 | 吉恩·罗斯（5次） |
| 纽约六日赛              | 70   | 1899 | 1961 | 阿尔夫·古莱特、佛朗哥·焦尔杰蒂（8次） |
| 纽瓦克六日赛            | 4    | 1910 | 1915 | （无人多次获胜） |
| 纽卡斯尔                | 3    | 1961 | 1970 | 锡德·帕特森（2次） |
| 努美阿                  | 18   | 1977 | 2003 | 罗伯特·萨森（Robert Sasson）、让·米歇尔·泰西埃（4次） |
| 巴黎六日赛              | 42   | 1913 | 1989 | 皮特·范·肯彭、格里特·舒尔特、阿奇尔·布鲁内尔、阿尔伯特·比利特（Albert Billiet）、吉恩·艾茨、乔治·塞雷斯（3次）                                                          |
| 珀斯                    | 5    | 1961 | 1989 | 彼得·潘顿、克劳斯·斯蒂夫勒（Klaus Stiefler）、罗纳德·默里、恩佐·萨基、伊恩·坎贝尔（Ian Campbell）、巴里·沃德尔、锡德·帕特森、约翰·杨、金·埃里克森、迈克尔·马库森（1次） |
| 魁北克六日赛            | 3    | 1964 | 1966 | 埃米尔·塞韦林斯（2次） |
| 里约热内卢六日赛        | 1    | 1956 | 1956 | 塞韦里诺·里戈尼、布鲁诺·西维洛蒂（Bruno Sivilotti）（1次） |
| 鹿特丹六日赛            | 38   | 1936 | 2020 | 雷内·皮嫩（10次） |
| 圣艾蒂安六日赛          | 12   | 1928 | 1953 | 皮特·范·肯彭（3次） |
| 斯图加特六日赛          | 31   | 1928 | 2008 | 安德烈亚斯·卡佩斯（6次） |
| 圣保罗六日赛            | 2    | 1957 | 1959 | 塞韦里诺·里戈尼、布鲁诺·西维洛蒂、安东尼奥·阿尔巴（Antonio Alba）、克劳迪奥·罗莎（Claudio Rosa）（1次）                                                                 |
| 悉尼                    | 17   | 1912 | 1974 | 肯·罗斯（3次） |
| 蒂尔堡                  | 2    | 2009 | 2011 | 特里斯坦·马奎特（Tristan Marquet）、弗朗哥·马尔维利、尼克·斯托普勒、尤里·哈菲克（1次）                                                                                  |
| 多伦多六日赛            | 11   | 1912 | 1965 | 威廉·佩登（4次） |
| 汤斯维尔                | 1    | 1962 | 1962 | 巴里·洛（Barry Lowe）、锡德·帕特森（1次） |
| 都灵六日赛              | 7    | 2001 | 2008 | 马尔科·维拉（4次） |
| 怀阿拉                  | 3    | 1966 | 1968 | 锡德·帕特森、罗伯特·瑞安、乔·西亚沃拉（Joe Ciavola）、巴里·沃德尔、基思·奥利弗、查理·沃尔什（Charly Walsh）（1次）                                                      |
| 泽伊德拉伦              | 2    | 2007 | 2008 | 布鲁诺·里西、弗朗哥·马尔维利、丹尼·斯塔姆、罗伯特·斯利彭斯（1次） |
| 苏黎世六日赛            | 58   | 1954 | 2013 | 布鲁诺·里西（11次） |